# گاوتانگ
گاوتانگ (به لاتین: Gaotang County) یک منطقهٔ مسکونی در جمهوری خلق چین است که در لیائوچنگ واقع شده‌است.